# ChromeOS
Chrome OS é um sistema operacional desenvolvido pelo Google, lançado em 2010, baseado no núcleo do Linux e usa o navegador de internet Google Chrome como interface de usuário, suportando primariamente aplicativos da web.
O Google anunciou o projeto em julho de 2009, concebendo-o como um sistema operacional em que tanto os aplicativos como os dados dos usuários são armazenados na nuvem, através dos aplicativos da web. O código-fonte e uma apresentação pública ocorreram em novembro do mesmo ano. 
O primeiro laptop com Chrome OS, conhecido como Chromebook, foi anunciado em maio de 2011 e, as vendas iniciais dos modelos da Samsung e da Acer ocorreram em julho de 2011.
O Chrome OS tem um reprodutor de mídia e um gerenciador de arquivos integrado. Suporta apps do Chrome, que se assemelham a aplicativos nativos, bem como acesso remoto para a área de trabalho. Alguns aplicativos Android foram disponibilizados para o sistema operacional desde 2014. A recepção foi inicialmente cética, com alguns observadores argumentando que um navegador rodando em qualquer sistema operacional era funcionalmente equivalente. À medida que mais máquinas Chrome OS entravam no mercado, o sistema operacional agora é raramente avaliado para além do hardware que o executa.
O Chrome OS está disponível apenas pré-instalado em hardware dos fabricantes parceiros do Google. Um equivalente de código aberto, chamado de Chromium OS, pode ser compilado do código-fonte baixado. Logo no início, o Google forneceu metas de design para o Chrome OS, mas não divulgou uma descrição técnica.

## Código aberto

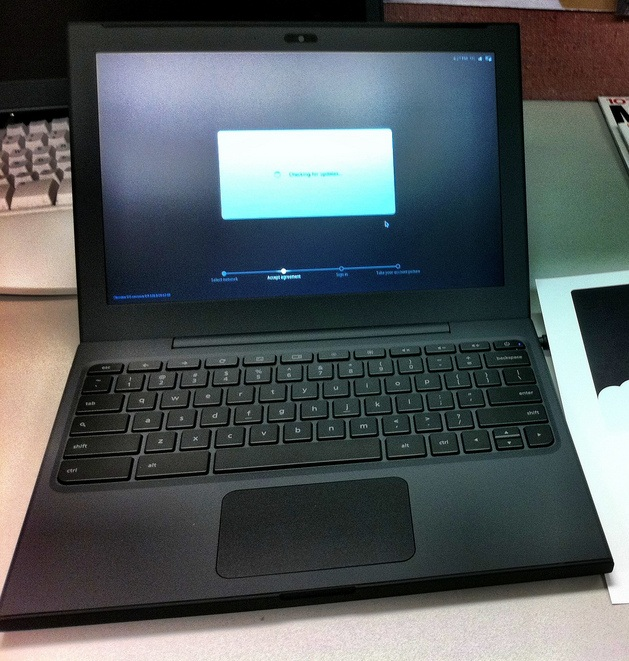
Chromebook

O Chrome OS é parcialmente desenvolvido sob o projeto de código aberto Chromium OS, que permite, desenvolvedores modificarem o código do sistema e compilarem suas próprias versões, visto que o código do Chrome OS é apenas suportado pelo Google e seus parceiros e só é executado em hardware concebido para o seu propósito. Diferentemente do Chromium OS, o Chrome OS é atualizado automaticamente para a última versão.

## História
Os desenvolvedores da Google começaram a codificação do sistema operacional em 2009, inspirado pela crescente popularidade e consumo de energia mais baixos de netbooks e o foco desses pequenos laptops no acesso à Internet. Para verificar os requisitos de marketing para um sistema operacional focado em netbook e transações via Web, a empresa não fez a costumeira pesquisa demográfica geralmente associada com um grande projeto de desenvolvimento de software. Em vez disso, os engenheiros utilizaram métricas mais informais, incluindo uma monitorização de padrões de utilização de cerca de 200 máquinas de funcionários da Google executando o Chrome OS.
Em 19 de novembro de 2009, a Google lança o código fonte do Chrome OS, denominando-o Projeto Chromium OS. Tal como acontece com projetos de código aberto, os desenvolvedores modificam o código do Chromium OS e constroem suas próprias versões. Por enquanto o código do Google Chrome OS será suportado apenas pela Google e seus parceiros, e será executado em hardware concebido para tal. Ao contrário do Chromium OS, o Chrome OS será atualizado automaticamente para as versões mais recentes. O revisor Serdar Yegulalp, da InformationWeek, escreveu que o Chrome OS será um produto desenvolvido para "um nível de refinamento e um grau de integração com o hardware do host que o Chromium OS não possui por padrão", enquanto Chromium OS é um projeto, "uma base comum da qual a obra acabada é derivada, bem como um recurso para obras derivadas".
Em março de 2010 a Google informou que está sendo levado em consideração o desenvolvimento de duas versões do sistema operacional, uma versão para o consumidor e uma versão empresarial.